# Bermuda op de Olympische Zomerspelen 1972
Bermuda nam deel aan de  Olympische Zomerspelen 1972 in München, Duitsland. Ook de achtste olympische deelname bleef zonder medailles. Het zou tot 1976 duren voordat de eerste medaille werd behaald.

## Deelnemers en resultaten

### Boksen
| Olympiër    | Discipline  | Resultaat | Prestatie                             |
| ----------- | ----------- | --------- | ------------------------------------- |
| Roy Johnson | -63,5kg (m) | 17e       | 1e ronde: V van URS Kamnev: knock-out |

### Roeien
| Olympiër          | Discipline | Resultaat | Prestatie                                          |
| ----------------- | ---------- | --------- | -------------------------------------------------- |
| James Butterfield | skiff (m)  | 14e       | serie 1: 5e in 8.29,20 herkansingen: 5e in 8.26,16 |

### Zeilen
| Olympiër                                        | Discipline | Resultaat | Prestatie                          |
| ----------------------------------------------- | ---------- | --------- | ---------------------------------- |
| Paul Hiles                                      | finn       | 15e       | 119 punten: (13-7-10-20-19-DNF-14) |
| Alexander Cooper Kirkland Cooper Beverly Walker | soling     | 15e       | 88 punten: (16-13-12-23-7-10)      |
| James Amos Richard Belvin Eugene Simons         | dragon     | 13e       | 82,7 punten: (14-15-16-4-18-6)     |

Afghanistan · Albanië · Algerije · Amerikaanse Maagdeneilanden · Argentinië · Australië · Bahama's · Barbados · België · Bermuda · Birma · Bolivia · Bondsrepubliek Duitsland · Brazilië · Brits-Honduras · Bulgarije · Canada · Ceylon · Chili · Colombia · Congo-Brazzaville · Costa Rica · Cuba · Dahomey · Denemarken · Dominicaanse Republiek · Duitse Democratische Republiek · Ecuador · Egypte · El Salvador · Ethiopië · Fiji · Filipijnen · Finland · Frankrijk · Gabon · Ghana · Griekenland · Groot-Brittannië · Guatemala · Guyana · Haïti · Hongarije · Hongkong · Ierland · IJsland · India · Indonesië · Iran · Israël · Italië · Ivoorkust · Jamaica · Japan · Joegoslavië · Kameroen · Kenia · Khmerrepubliek · Koeweit · Lesotho · Libanon · Liberia · Liechtenstein · Luxemburg · Madagaskar · Malawi · Maleisië · Mali · Malta · Marokko · Mexico · Monaco · Mongolië · Nederland · Nederlandse Antillen · Nepal · Nicaragua · Nieuw-Zeeland · Niger · Nigeria · Noord-Korea · Noorwegen · Oeganda · Oostenrijk · Opper-Volta · Pakistan · Panama · Paraguay · Peru · Polen · Portugal · Puerto Rico · Roemenië · San Marino · Saoedi-Arabië · Senegal · Singapore · Soedan · Somalië · Sovjet-Unie · Spanje · Suriname · Swaziland · Syrië · Taiwan · Tanzania · Thailand · Togo · Trinidad en Tobago · Tsjaad · Tsjecho-Slowakije · Tunesië · Turkije · Uruguay · Venezuela · Verenigde Staten · Vietnam · Zambia · Zuid-Korea · Zweden · Zwitserland